# Jakob Knudsen

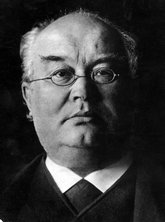
Jakob Knudsen, 1913.

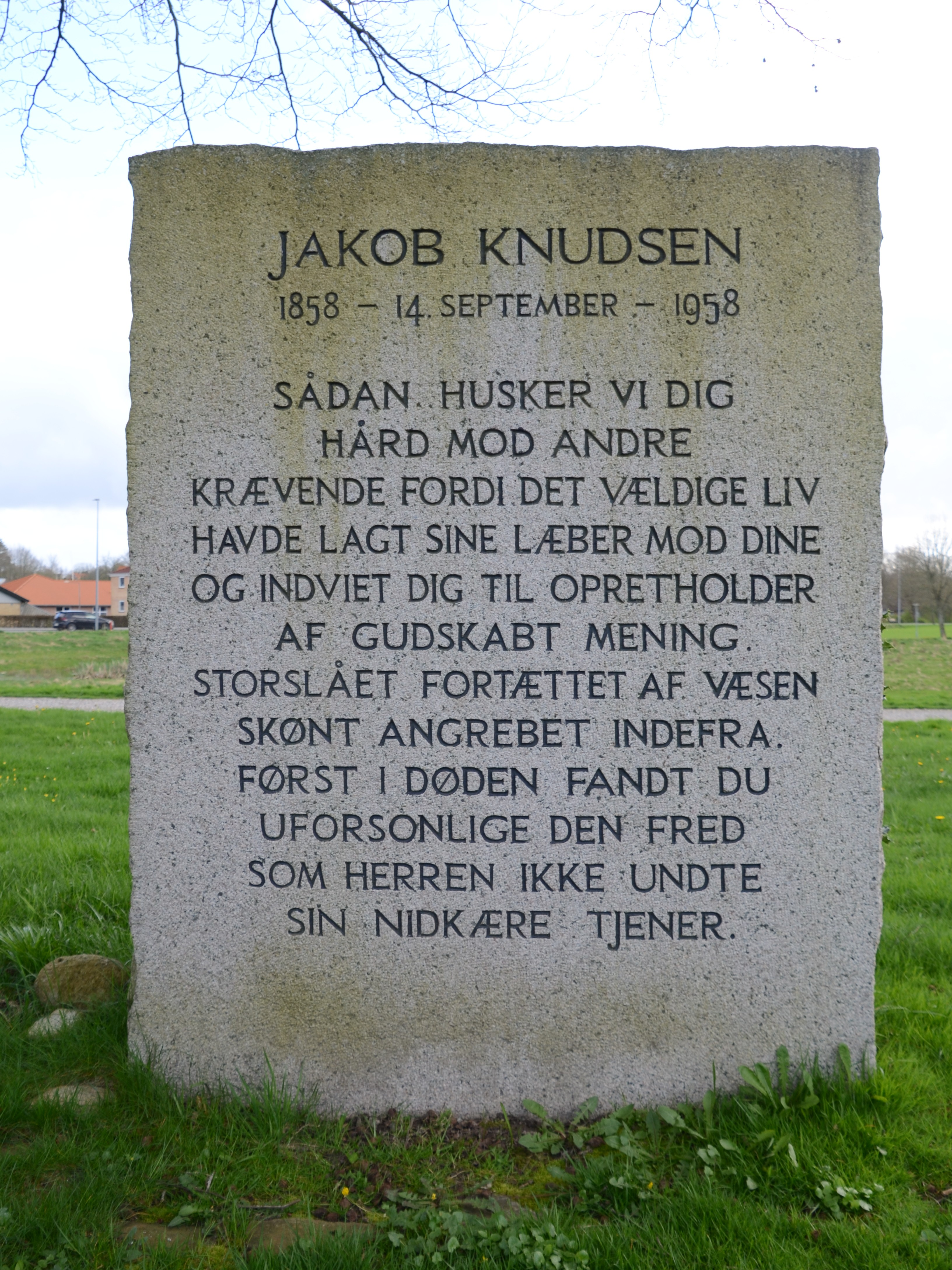
Minnessten nära folkhögskolan i Rødding, Vejens kommun

Jakob Christian Lindberg Knudsen, född 14 september 1858, död 21 januari 1917, var en dansk författare.

## Biografi
Knudsen blev teologie kandidat 1881, var därefter lärare vid Askov folkhögskola och valgmenighedspräst i danska folkhögskolan. Sitt prästerliga ämbete måste han dock nedlägga i samband med att han begärde skilsmässa från sin första hustru. Senare blev han en mycket uppskattad folklig föredragshållare. Knudsens talrika romaner gjorde honom mycket populär i Danmark. Bland dessa märks Den gamle præst (1899, även dramatiserad), Gjæring-Afklaring (två band, 1901-1902), Sind (1903), Inger (1906), For Livets Skyld (1905), Lærer Urup (1909), Rodfæstet (1911), Angst - Mod (två band, 1912-1914). Hans populära Kristelige Foredrag (1893) och Livsfilosofi (1907) belyser idéerna i hans författarskap. Knudsen var djupt rotfäst i konservativa åskådningar men samtidigt otämjt odisciplinerad i sitt krav på personlig utveckling. Hans verk är byggda på stora motsatser: gammalt tänkesätt mot nytt, bonde mot stadsbo, den enskilde mot samfundet. Knudsen vände sig med kraft mot den liberala tankeförflackningen och den moderna gudlösheten men undgick inte att själv präglas av den nya tidsandan.

## På svenska
- För lifvets skull (anonym översättning?, Bonnier, 1905) (For Livets Skyld)
- En folkskolelärare (översättning Axel Bergström, Skoglund, 1910) (Lærer Urup). Ny uppl. 1914 med titeln En folkets lärare
- Den gamle prästen (översättning Harald Sundström, Norstedt, 1915) (Den gamle præst)
- Ångest: berättelse (översättning Harald Heyman, Norstedt, 1915) (Angst)
- Mod: en berättelse (översättning Hugo Hultenberg, Norstedt, 1916) (Mod)
- Leva på pengar: berättelser (översättning Robert Larsson, Gleerup, 1922)